# 梁嘉琪
梁嘉琪（英語：Leung Ka Ki，Kaki，1981年7月14日—），香港女藝人；為香港有線電視女主持兼商業二台叱咤903《早霸王》主持。亦曾為香港無綫電視基本藝人合約女藝員。

## 背景
梁嘉琪小時候在屯門湖景邨湖翠樓長大，她畢業於仁濟醫院羅陳楚思小學上午校（1993年小六）及屯門東華三院邱子田紀念中學，中學時期她已開始接觸話劇，雖然只負責幕後工作，但已從中發掘出自己的興趣。
畢業後入讀香港演藝學院戲劇學院就讀五年，於2003年考獲藝術學士（榮譽）畢業。她有演出舞台劇經驗，與王祖藍和湯駿業從演藝學院時期開始已是好友。

## 演藝事業
在香港演藝學院獲得好成績的梁嘉琪，未畢業已獲香港有線電視邀請，擔任娛樂台主播。在該台工作期間，曾未得該台的同意，參與電視劇《伙頭智多星》女主角的招募，並奪得冠軍。
梁嘉琪後來在有線電視主持《怪談》，在一次戶外主持探鬼團因大哭而一舉成名，後於2007年加入無綫電視。
梁嘉琪在加入無綫電視初期以主持無綫電視收費頻道的節目為主。2009年，她在劇集《學警狙擊》飾演「花若葆（藥煲）」而為人熟悉。2011年，她在劇集《女拳》飾演「唐雪喬」一角，並在大結局刺殺馬國明飾演的游三水，得到不少迴響。
同年，梁嘉琪與風車草劇團合作，重回舞台劇舞台，並在舞台劇《在那遙遠的一個星球·一粒沙》一人分飾兩角。
2014年，梁嘉琪在劇集《愛我請留言》飾演「宋柳娟（Natasha）」一角，並為角色改變造型及戲路，演繹出剛強、重情重義的性格，演技備受觀眾的肯定。同年於台慶劇《老表，你好hea！》中飾演「邵寶高」一角，在劇中經常秀美腿而引來不少網民的討論。
2015年，梁嘉琪在劇集《師奶Madam》中飾演「蘇鳳妮」一角。同年首次參與賀歲劇《倩女喜相逢》，飾演少女版「聶小倩」。同年3月再次參演舞台劇，在香港理工大學賽馬會綜藝館一連十場演出舞台劇《嬉春酒店》。
梁嘉琪自2013年起擔任資訊節目《學是學非》的主持，與其他主持參與不同類型的科學實險，被一眾電視迷戲稱為「危險實驗女皇」。
2019年，梁嘉琪與張秀文、馮盈盈、湯洛雯、張寶兒及鄺潔楹合資六位數在觀塘年宵市場擺攤檔兼做慈善，親自設計五款應節的賀年潮物，不扣除成本全數捐予學生輔導會「荷蘭宿舍」。
2020年3月，梁嘉琪離開無綫電視，結束與無綫十三年的賓主關係，據知是陳國強離巢後好友余詠珊地位不保，導致其前有線愛將不是投閒置散就是不獲續約，已停播之《今日VIP》亦因而成為其在無綫之告別作。梁嘉琪在離開無綫後，曾一度轉職至售賣時裝裙之獨市生意，直至2021年2月方才重返幕前，及為港台電視31主持「週末8點半」節目，同年7月節目結束後重返HOY TV（前身為「奇妙電視」及「香港開電視」）主持節目至今。
2023年3月，梁嘉琪加入成為商業電台節目《早霸王》主持，接替離開節目的孔慶慇。

## 感情生活
梁嘉琪曾與商業電台監製金志堅（阿金）拍拖4年；惟至2018年在社交網站上張貼長文默認二人已經分手。

## 演出作品

### 電視劇（無綫電視）

#### 連續劇
| 年份   | 劇名            | 角色                    |
| 2008年 | 法證先鋒II      | 何秀冰（Debby）         |
| 2009年 | 珠光寶氣        | 護 士                   |
| 2009年 | 學警狙擊        | 花若葆（藥煲）          |
| 2009年 | 烈火雄心3       | Betty                   |
| 2009年 | 古靈精探B       | 趙敏敏                  |
| 2010年 | 情人眼裏高一D   | 記 者                   |
| 2010年 | 囧探查過界      | 何麗晴                  |
| 2011年 | 女拳            | 唐雪喬                  |
| 2011年 | 洪武三十二      | 馬恩慧                  |
| 2012年 | 衝呀！瘦薪兵團  | 王瑞萃（水水）          |
| 2012年 | 回到三國        | 黃月英                  |
| 2012年 | 天梯            | 鍾樂荷                  |
| 2013年 | 心路GPS         | 方貝琪（Peggy）         |
| 2013年 | 仁心解碼II      | 張少霞                  |
| 2013年 | 金枝慾孽貳      | 希卜魯·若葵（若葵姑姑） |
| 2013年 | 師父·明白了     | 歡 靜（靜英英）         |
| 2014年 | 愛我請留言      | 宋柳娟（Natasha）       |
| 2014年 | 老表，你好hea！ | 邵寶高（小報告）        |
| 2015年 | 師奶MADAM       | 蘇鳳妮（Nina）          |
| 2015年 | 倩女喜相逢      | 聶小倩（少女）/ 簿仙子  |

#### 單元劇
| 年份   | 劇名               | 角色             |
| 2009年 | 廉政行動2009       | 梁杏嘉（Carmen） |
| 2011年 | 你們我們他們       | Ivy              |
| 2014年 | 廉政行動2014單元二 | 黃雪瑩（Betty）  |
| 2014年 | 區區有鬼故第四集   | 阿琴             |

### 廣告雜誌（無綫電視）
- 中山雅居樂凱茵新城廣告雜誌-您想家居（2008年）
- 基本法一分鐘（2009年）
- 物業貸款急先鋒（2010年）
- MaBelle Leo Diamond 呈獻 美鑽閃爍情緣（2010年）
- 物業貸款隨處到（2010年）
- 合家歡樂迎新春（2011年）
- 樓按周轉顯友情（2014年）
- 樓按周轉學惜用（2014年）
- 樓按周轉摯友計（2014年）

### 主持
有線電視娛樂台
- 2005年：《第42屆金馬獎》
- 2006年：《活得很滋味－溫泉篇》

香港有線電視第1台
- 2006年：《怪談》

香港開電視／HOY TV
- 2021年：《關於早餐的一些事》
- 2022年：《搞掂食碗麵》
- 2022年：《嘉嘉醫療自助班》
- 2023年：《一線搜查》
- 2023年：《健康關注組》

香港寬頻電視718台
- 2008年：《道通天地－愛上回家》

香港電台
- 2008年：《第五十九屆香港學校朗誦節優勝者表演》
- 2009年：《第六十屆香港學校朗誦節優勝者表演》
- 2009年：《香港政府一站通·資訊盡在掌握中-創意媒體大賽》
- 2021年：《週末8點半》（港台電視31）
- 2021年：《創業聯盟Z世代》（港台電視31）

商業電台叱咤903
- 2023年：《早霸王》

無綫電視
- 2008年：《無綫娛樂新聞台》 無綫娛樂新聞台
- 2008年：《潮遊珠三角》無線生活台
- 2009年：《娛樂頭條》
- 2010年：《通識通通識》無線兒童台
- 2010年：《詭異檔案》無線生活台
- 2010年：《歡樂滿東華》
- 2011年：《東華愛心慶歡騰》
- 2011年：《更上一層樓》
- 2011年：《越夜越美味》無線為食台、J2
- 2012年：《食得峰騷》
- 2012年：《一手造成》
- 2013年：《順峰順水》
- 2013年－2018年：《學是學非》（第1-6輯）
- 2013年：《癸巳年沙田龍舟競渡》
- 2014年：《駿馬喜躍花車匯演》
- 2014年：《學是學非放暑假》
- 2015年：《你健康嗎？》
- 2015年：《全城躍動 第五屆全港運動會開幕典禮》
- 2015年：《食得健康嗎？》
- 2015年：《乙未年沙田龍舟競渡》
- 2015年：《活得健康嗎？》
- 2015年：《這個聖誕不怕冷》
- 2016年：《街坊導賞團》
- 2016年－2020年：《今日VIP》
- 2016年：《你健康嗎？（第二輯）》
- 2017年：《屋邨遊樂團》
- 2017年：《香港遊樂團》
- 2017年：《吾淑吾食澳洲篇》
- 2018年：《家家作樂 代代有愛 兒歌創作比賽》
- 2019年：《博愛歡樂傳萬家》
- 2019年－2020年：《Think Big天地》（單元主持）
- 2019年：《血拼全世界》

### 專欄
- 《快周刊》 嘉天下（2011年）

### 劇場版／動畫電影
- 2024年：功夫熊貓4 聲演 小真（Zhen）[15]

### MV
- 王祖藍《擒擒青》 TVB版（2008年）
- 王祖藍《天使低低B》TVB版（2008年）
- 陳偉霆《Great Time》 TVB版（2008年）
- 陳柏宇《你瞞我瞞》TVB版（2009年）
- 溫家恆《同窗密友》TVB版（2009年）

### 電影
- 《陽光警察》（1999年）
- 《自從他來了》（2000年）
- 《常在我心》（2001年）
- 《玉女添丁》（2001年）
- 《十分鍾情·愛的光環》（2008年）
- 《七十二家租客》（2010年）
- 《鎗王之王》（2010年）
- 《勁抽福祿壽》（2011年）
- 《猛龍特囧》（2015年）
- 《刑警兄弟》（2016年）
- 《你咪理，我愛你！》（2019年）
- 《給我1天》（2022年）

### 舞台劇
- 夏日煙雲（2003年）
- 天才耗夢
- 家（2003年）
- 屠殺者（2003年）
- 綠野仙蹤音樂劇
- 在那遙遠的一個星球.一粒沙（2011年）
- 嬉春酒店（2015年）

## 外部連結
- 梁嘉琪的Facebook專頁
- 梁嘉琪的Instagram帳戶
- 梁嘉琪的新浪微博
- 梁嘉琪在香港影庫上的簡介